# 24 juin 1984
Le dimanche 24 juin 1984 est le 176e jour de l'année 1984.

## Naissances
- Andrea Raggi, footballeur italien
- Aurélie Lacour, gymnaste rythmique française
- Christian Nagiller, sauteur à ski autrichien
- Ilja Smorguner, karatéka allemand
- J. J. Redick, joueur de basket-ball américain
- James McPake, footballeur britannique
- Javier Ambrossi, acteur espagnol
- Juan Pablo Dotti, coureur cycliste argentin
- Michael Mathieu, athlète bahaméen
- Olivier Gouez, joueur de basket-ball français

## Décès
- Bernard Lambert (né le 11 septembre 1931), personnalité politique française
- Clarence Campbell (né le 9 juillet 1905), président de la Ligue nationale de hockey canadien
- Erik J. S. Castrén (né le 20 mars 1904), professeur de droit finlandais
- Eva Damien (née le 12 octobre 1934), actrice française
- William Keighley (né le 4 août 1889), acteur américain
- Wladimir Porché (né le 9 juin 1910), dirigeant de télévision française

## Événements
- Grand Prix automobile de Détroit 1984
- manifestation à Paris pour l'école libre et contre le projet de loi Savary, qui sera finalement retiré.